# Purshia pinkavae
Purshia pinkavae är en rosväxtart som beskrevs av C.G. Schaack. Purshia pinkavae ingår i släktet Purshia och familjen rosväxter. Inga underarter finns listade i Catalogue of Life.